# Skeleton Tree
Albums de Nick Cave and the Bad Seeds
Live from KCRW
(2013) Lovely Creatures: The Best of Nick Cave and the Bad Seeds
(2017)
Skeleton Tree est le 16e album studio du groupe australien Nick Cave and the Bad Seeds, sorti le 9 septembre 2016. Faisant suite au précédent album du groupe salué par la critique, Push the Sky Away (2013), Skeleton Tree a été enregistré pendant 18 mois aux Retreat Recording Studios de Brighton, aux studios La Frette de La Frette-sur-Seine et aux Air Studios de Londres. Il a été produit par Nick Cave, Warren Ellis et Nick Launay.
Pendant les sessions, le fils de Nick Cave, Arthur, âgé de 15 ans, est mort accidentellement en chutant d'une falaise. La majeure partie de l'album avait déjà été écrite, mais plusieurs textes ont été modifiés par Cave lors de séances d'enregistrement ultérieures et présentent des thèmes de mort, de perte et de chagrin personnel.

## Liste des titres
| No | Titre           | Durée |
| -- | --------------- | ----- |
| 1. | Jesus Alone     | 5:52  |
| 2. | Rings of Saturn | 3:28  |
| 3. | Girl in Amber   | 4:51  |
| 4. | Magneto         | 5:22  |
| 5. | Anthrocene      | 4:34  |
| 6. | I Need You      | 5:58  |
| 7. | Distant Sky     | 5:36  |
| 8. | Skeleton Tree   | 4:01  |

## Ventes
| Date | Pays    | Certification | Vente    |
| ---- | ------- | ------------- | -------- |
| 2016 | Mondial |               | 100.000+ |